# サン・カルロス・デ・バリローチェ空港
サン・カルロス・デ・バリローチェ空港 (サン・カルロス・デ・バリローチェくうこう) は、アルゼンチンのバリローチェにある空港。バリローチェはパタゴニアの観光地である。

## 主な航空会社
- アルゼンチン航空
- ジェットスマート・アルゼンチン
- LADE
- フライボンダイ

## 主な就航路線
ブエノスアイレス/アエロパルケ、ブエノスアイレス/エセイサ、コルドバ、メンドーサ、ロザリオ